# Абрау (језеро)
Абрау (рус. Абра́у; адиг. Абрагъо) слатководно је језеро крашког порекла на југозападу Русије, односно на југозападваКраснодарског краја. Језеро се налази у јужном делу Абрауског полуострва, на неких 14 километара источно од града Новоросијска, и административно припада Новоросијском градском округу. Језеро од 1979. има статус споменика природе. Највеће насеље на његовим обалама је село Абрау Дјурсо са око 3.500 становника.
Језеро је издужено у меридијанском правцу у дужини од око 2,93 км, док максимална ширина не прелази 900 метара. Површина језера је око 0,6 км², а површина басена 20,3 км². Максимална дубина је 10,4 метра, у просеку око 5,8 метара, док се површина језера налази на надморској висини од 84 метра. У језеро се улива истоимени поток дужине око 5 км, док из језера не отиче ни један водоток.
Језеро се не замрзава чак ни током зиме. Минимална средња месечна температура површинског слоја воде је око +0,2 °C, док су највише температуре воде током августа месеца и просечно износе око 24,8 °C.
У језеру обитава ендемска врста Clupeonella abrau. Уз обале језера захваљујући медитеранској клими расту типичне медитеранске биљке попут смокве, лаванде и рузмарина, а подигнути су и бројни виногради.